# Shatter Me (album)
Pour les articles homonymes, voir Shatter Me.
Albums de Lindsey Stirling
Lindsey Stirling
(2012) Brave Enough
(2016)
Shatter Me est le second album studio de la violoniste américaine Lindsey Stirling. Il s'agit du premier album de Stirling composé de collaborations avec d'autres chanteuses, comme Lzzy Hale et Dia Frampton, et davantage musicalement progressif comparé à son premier album, selon elle. L'album est paru le 29 avril 2014 aux États-Unis et le 2 mai en Allemagne.  

## Développement et promotion
Le 29 septembre 2013, Stirling annonce sur son site web officiel, après sa tournée mondiale 2012-2013, son retour aux États-Unis afin de composer un nouvel album studio, puis elle annonce, en décembre 2013, une tournée pour 2014 durant laquelle elle « jouerait quelques nouvelles chansons et un nouveau spectacle à partager. »
Le 7 avril, le vidéoclip du premier single est voté pour une diffusion télévisée par mtvU,.  
En avril, Stirling est interviewée par Rock Era Magazine pour la promotion de son nouvel album.

## Liste des pistes
| 1.    | Beyond the Veil (Lindsey Stirling, SILAS)                      | 4:14 |
| 2.    | Mirror Haus (Stirling, SILAS)                                  | 3:55 |
| 3.    | V-Pop (Stirling, Marko G)                                      | 3:45 |
| 4.    | Shatter Me (feat. Lzzy Hale) (Stirling, SILAS, Dia Frampton)   | 4:40 |
| 5.    | Heist (Stirling, Kill Paris)                                   | 3:26 |
| 6.    | Roundtable Rival (Stirling, Sterling Fox, Scott Gold)          | 3:23 |
| 7.    | Night Vision (Stirling, Robert DeLong)                         | 3:40 |
| 8.    | Take Flight (Stirling, SILAS)                                  | 4:24 |
| 9.    | Ascendance (Stirling, Marko G)                                 | 4:26 |
| 10.   | We Are Giants (feat. Dia Frampton) (Stirling, SILAS, Frampton) | 3:43 |
| 11.   | Swag (Stirling, SILAS)                                         | 3:10 |
| 12.   | Master of Tides (Stirling, SILAS)                              | 4:21 |
| 47:07 |                                                                |      |

| 13. | Digital Booklet - Shatter Me |  |

| 13. | Eclipse                                            | 3:15 |
| 14. | Sun Skip                                           | 3:46 |
| 15. | Take Flight (Orchestral Version) (Stirling, SILAS) | 4:24 |

## Personnel
Liste du personnel ayant travaillé sur l'album, adapté des lignes ci-dessus.
- Lindsey Stirling – violon, chant
- Andrew Maury - mixage (5, 6)
- Dia Frampton - chant (10)
- Joe Lambert - mastering
- Josh Rossi - direction artistique, photographie
- Justin Glasco - ingénierie son (5)
- Kill Paris - producteur (5)
- Liam Ward - packaging design
- Lzzy Hale - chant (4)
- Marko G - production, mixage, ingénierie, programmation (3, 9)
- Robert DeLong - production, mixage, ingénierie, programmation (7)
- Scott Gold - production, ingénierie (6)
- SILAS - production, mixage, ingénierie, programmation (1-2, 4, 8, 10-12)